# Brouffe
La Brouffe est une rivière qui collecte les eaux de plusieurs ruisseaux des bois de Cerfontaine, Senzeilles (province de Namur)  et Froidchapelle (Hainaut) (Belgique). Elle reçoit son nom à la limite de Cerfontaine et de Boussu-en-Fagne. Un peu après, elle trace la limite entre Boussu-en-Fagne et Frasnes-lez-Couvin.
A Mariembourg, elle se jette dans l'Eau Blanche, qui avec l'Eau Noire, forme le Viroin, affluent de la Meuse.
Au XVIe siècle, la Brouffe alimentait les douves des fortifications de la ville de Mariembourg. 
Une très ancienne chapelle, située dans le cimetière de Mariembourg, est dédiée à 'Notre-Dame de la Brouffe' qui y a sa statue.